# Ambrosiella xylebori
Ambrosiella xylebori är en svampart som beskrevs av Brader ex Arx & Hennebert 1965. Ambrosiella xylebori ingår i släktet Ambrosiella och familjen Ceratocystidaceae.   Inga underarter finns listade i Catalogue of Life.